# Sisyra radialis
Sisyra radialis là một loài côn trùng trong họ Sisyridae thuộc bộ Neuroptera. Loài này được Navás miêu tả năm 1910.